# Гериня (річка)
Ге́риня — річка в Україні, у межах Долинського району (Болехівська міськрада) Івано-Франківської області та Стрийського району Львівської області. Права притока Сукілю (басейн Дністра).

## Опис
Довжина 19 км, площа басейну 40,7 км². Похил річки 10 м/км. Річка у верхів'ях гірського типу, в середній та нижній течії — рівнинного типу. Долина широка і неглибока (крім верхів'їв), місцями заболочена і поросла лучною рослинністю. Річище помірнозвивисте, з перекатами, на деяких ділянках каналізоване.

## Розташування
Гериня бере початок на південний захід від села Гериня, між північно-східними відрогами масиву Сколівські Бескиди. Тече на північний схід (місцями на північ). Впадає до Сукелю на північ від села Воля-Задеревацька.